# گوشه‌گیر سبیل‌سفید
گوشه‌گیر سبیل‌سفید (نام علمی: Phaethornis yaruqui) نام یک گونه از سرده گوشه‌گیرمرغ‌ها است.